# Mausolea
Mausolea là một chi thực vật có hoa trong họ Cúc (Asteraceae).

## Loài
Chi Mausolea gồm các loài: